# Dicranoptycha germana
Dicranoptycha germana är en tvåvingeart som beskrevs av Osten Sacken 1860. Dicranoptycha germana ingår i släktet Dicranoptycha och familjen småharkrankar. Inga underarter finns listade i Catalogue of Life.